# Samira Saygili
Samira Saygili (Karlsruhe, 1983) is een Duits/Turkse jazzzangeres, componiste en muziekpedagoge.

## Biografie
Saygili begon haar carrière met klassieke zang aan het Karlsruher Staatstheater. Ze studeerde jazzzang in Maastricht bij Sabine Kühlich en Fay Claassen en later in Sheffield muziekpsychologie. Op 8 oktober 2017 zong ze met Sabine Kühlich het door de gitarist Peter Autschbach gecomponeerde orkestwerk Wir sind Democratie tijdens het 6e congres van de industrievakbond IG Bergbau, Chemie, Energie voor 1100 gedelegeerden. Sinds 2009 speelt ze in duet met Peter Autschbach en was ze van 2009 tot 2013 ook te horen met de band Still Collins. Haar eerste duoalbum Sweeter Than Honey met Autschbach (bij eerdere producties was ze bij telkens twee nummers gastsoliste), verscheen in de herfst van 2018 bij Acoustic Music Records.
Voor dit album schreef Saygili de teksten voor de zes nummers Sweeter Than Honey, Holobiont, Unhappy Triad, Downhome Blues, Keine Lust en A Scent Of Love en componeerde ze de song Keine Lust. De songs Baron Otard, Sweeter Than Honey, Holobiont, Downhome Blues en Unhappy Triad zijn gezamenlijke composities van Autschbach en Saygili op dit album. De covergrafiek voor deze cd werd ontworpen door Selina Peterson. In november 2018 was het duo Peter Autschbach & Samira Saygili samen met Peter Finger te horen in het kader van de 'International Guitar Night'-tournee.
Samira Saygili leidt zangworkshops en geeft onderricht in stemvorming, zangtechnieken en ademhaling in Duitsland en Italië.

## Discografie
- 2014: You and Me (cd) met Peter Autschbach
- 2014: Songs From the Inside (cd) met Martin Kolbe en Peter Autschbach
- 2017: Slow Motion (cd) met Peter Autschbach
- 2017: Wir sind Demokratie (cd) met Peter Autschbach en Nico Deppisch
- 2018: Sweeter Than Honey (cd) Samira Saygili & Peter Autschbach

- Gemeinsame Normdatei: 1178169375
- MusicBrainz: 84b38138-a348-4b85-9d15-7ab2ee988008
- Virtual International Authority File: 734155105761676320006
- WorldCat: E39PBJvtcqBMwC9VYwr44gXw4q